# 茨城県立勝田工業高等学校
茨城県立勝田工業高等学校（いばらきけんりつ かつたこうぎょうこうとうがっこう）は、茨城県ひたちなか市松戸町三丁目に所在する公立の工業高等学校。

## 概要
1961年、茨城県議会にて設立の決議がされ、1962年に創立された。略称は「勝工」（かつこう）で、かつては茨城県立勝田高等学校の略称が「勝高」であったため、勝田高校を「勝高」、勝田工業高校を「工業」と呼んで区別していた。現在では勝田高校を「勝田」、勝田工業高校を「勝工」と呼称している。合併前の旧勝田市では最も歴史の長い高校（高等専門学校を含む）である。
2008年度より、機械科・電気科・電子機械科から単位制総合工学科に移行した。１年次で総合的な工業の分野について学び、２年次から機械系、電気系、制御系、情報系に分かれて学習している。

## 功績
- 特許取得 - 平成27年度卒業生の3名が「ボール洗浄機」を発明。（特許第5838405号）

## 資格取得
資格取得に力を入れており、系に限らず幅広い資格を取得することができる。また、ジュニアマイスター顕彰制度においても数多くの受賞者を輩出している。

## 沿革
- 1961年10月10日 - 茨城県議会において、設置の議決をされる。
- 1962年4月 - 第1学年6学級（機械4,電気2）定員240名として勝田工業高校開校。
- 1962年9月 - 第一期工事完了（A棟,B棟,D棟の一部）。
- 1962年12月1日 - 開校式挙行。創立記念日。
- 1963年3月 - 第二期工事完了（A棟,B棟,D棟,図書館とC棟の一部）。
- 1964年3月 - 第三期工事完了（C棟,第1体育館）。
- 1964年9月25日 - 校歌制定。
- 1965年3月1日 - 校旗樹立。
- 1965年4月1日 - 県立水戸商業高等学校勝田分校（定時制）が本校に移管。
- 1970年1月22日 - 格技場竣工。
- 1976年11月30日 - 校訓制定。
- 1978年12月2日 - 第2体育館竣工。
- 1985年4月1日 - 電子機械科設置（2クラス）機械科4クラス→2クラスとなる。
- 1988年3月31日 - 尚武館竣工。
- 1994年4月1日 - 定時制機械科募集停止。
- 1997年4月 - 定時制廃止。全日制のみとなる。
- 2000年4月 - カリキュラムに大幅な選択制を導入。
- 2005年3月 - 本館の改築竣工。
- 2008年4月1日 - 単位制に改編。総合工学科設置。機械科・電気科・電子機械科募集停止。

## 部活動
全25部が存在し、全国大会出場など数多くの成績を残している。

### 運動部
- バレーボール部 - 第75回国民体育大会（鹿児島国体）出場
- バスケットボール部 - 夏の総体、関東予選、新人戦、ウインターカップ 出場
- 硬式野球部 - 全国高等学校野球選手権大会 茨城大会 出場
- サッカー部 - インターハイ県大会、関東大会県大会 出場
- ハンドボール部 -
- ラグビーフットボール部 - 第70回関東高等学校ラグビーフットボール大会 茨城県予選会 出場
- ソフトテニス部 - 第73回関東高等学校ソフトテニス大会 出場
- 柔道部 -
- 剣道部 - 第23回全日本短剣道大会 団体戦 表彰台独占、個人戦 優勝
- 卓球部 -
- 陸上競技部 -
- 体操競技部 - 第75回国民体育大会（鹿児島国体）出場
- 水泳競技部 -
- 少林寺拳法部 - 全国高等学校少林寺拳法大会 出場

### 文化部
- アマチュア無線部 - 第18回全国高等学校ARDF競技大会 スプリント部門 優勝
- 軽音楽部 -
- 吹奏楽部 - 学校行事での演奏など
- ロボット研究部 - ロボコン出場
- JRC部 - ペットボトルキャップ回収、被災地へ土嚢袋を送るプロジェクト
- 美術部 - 各種啓発ポスター制作など
- 模型部 -
- 自動車部 - 本田宗一郎杯 ホンダエコマイレッジチャレンジ2023 第42回全国大会 県内一位
- ESS部 -
- 写真部 -
- 工業技術部 - 全日本製造業コマ大戦 G1 最強コマ決定戦 2024 ベスト8

## 主な学校行事
- 勝工祭（文化祭） - 3年に一度開催
- 芸術鑑賞会 - 3年に一度開催
- 体育祭 -今年10月に開催
- クラスマッチ - 年2回開催
- 課題研究発表会（3年次）
- マラソン大会 - 毎年開催
- 野球応援 - 毎年開催
- 修学旅行（2年次）

## アクセス
- 勝田駅東口よりバスで「勝田工業高校前」もしくは「松戸体育館」下車、徒歩約2〜5分。
- 東水戸道路ひたちなかICより、10分程度。
- 勝田駅東口から徒歩約30分。

## 著名な出身者
- 阿部裕太 - バレーボール選手（東レ・アローズ所属）
- 森川やるしかねぇ -（お笑い芸人、ホープマンズ）
- 加藤明良 - 政治家、（自由民主党参議院議員）